# Cyclaspis argus
Cyclaspis argus är en kräftdjursart som beskrevs av John Todd Zimmer 1902. Cyclaspis argus ingår i släktet Cyclaspis och familjen Bodotriidae. Inga underarter finns listade i Catalogue of Life.